# AE2 (潜水艦)

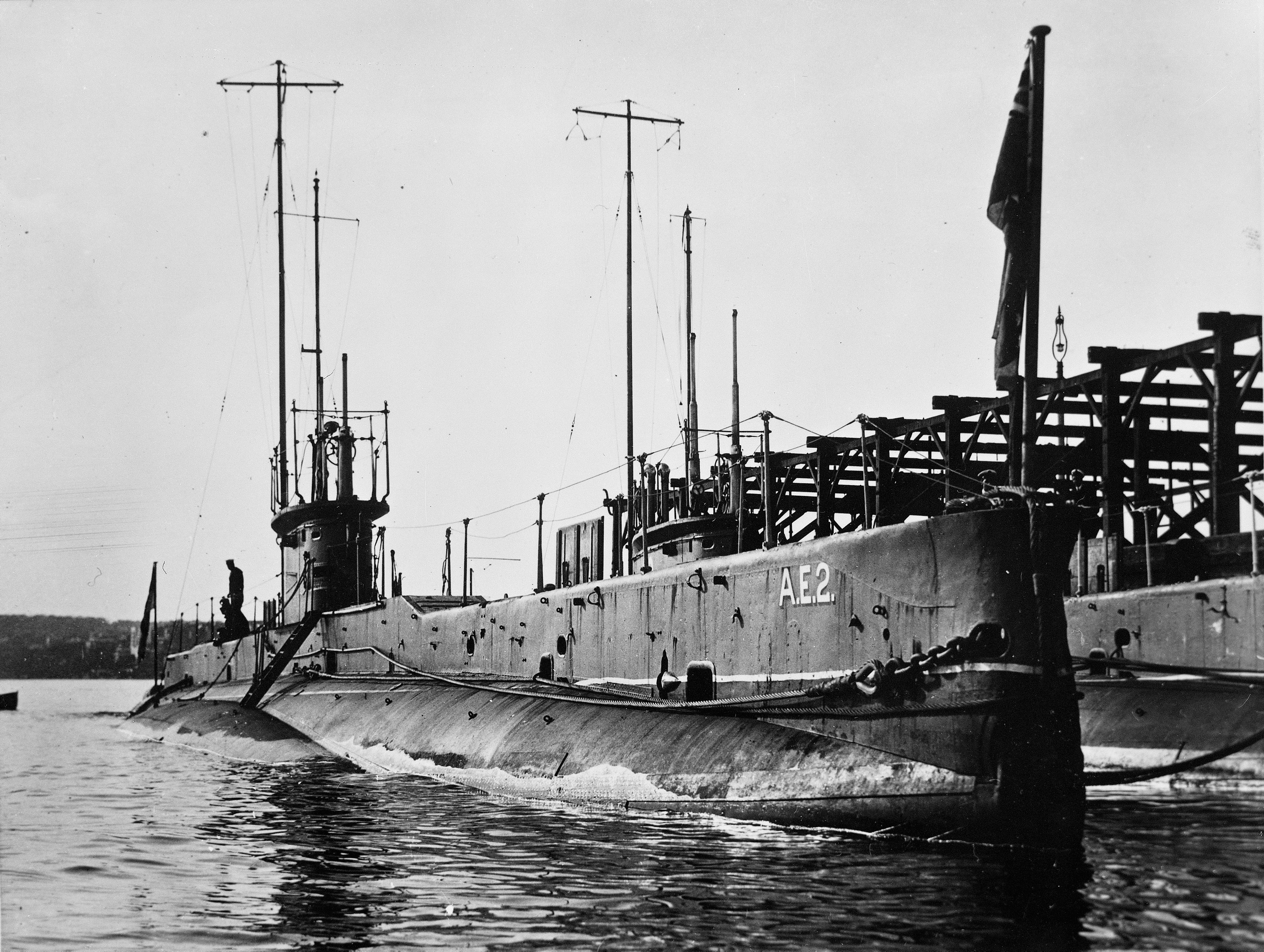
HMAS AE2

AE2 (HMAS AE2) はオーストラリア海軍の潜水艦。E級。

## 艦歴
1912年2月10日、イギリス、バロー・イン・ファーネスでヴィカース社により起工。1913年6月18日進水。1914年2月28日にポーツマスでイギリス海軍のヘンリー・H・G・D・ストーカーHenry H.G.D. Stoker少佐の指揮下で就役した。
オーストラリア海軍初の潜水艦のもう1隻である同型艦のAE1とともに、イギリス海軍士官とイギリスおよびオーストラリア海軍の水兵が配属されたAE2は1914年5月24日にシドニーに到着した。 
1914年9月に第一次世界大戦が勃発すると、AE2とAE1はオーストラリア海陸軍遠征部隊 (Australian Naval and Military Expeditionary Force) の一員としてドイツ領ニューギニア攻略に向かった。その最中にAE1は消息不明となった。ドイツの降伏後は巡洋戦艦オーストラリアとともにフィジー周辺の哨戒を行い、11月に整備、修理のためシドニーに戻った。
地域唯一の潜水艦であることから、AE2艦長ストーカーは、AE2のヨーロッパへの移動を提案。オーストラリア海軍とイギリス海軍本部はともにそれに同意し、AE2は輸送船Berrimaに曳航されAIF船団2に属して12月31日にアルバニーを出発した。ドイツ巡洋艦エムデンの撃破によりインド洋での護衛は必要なくなったと考えられたことから、AE2は16隻からなる船団で唯一の軍艦であった。AE2は1915年1月28日にポートサイドに到着し、イギリス第2潜水隊に加わってダーダネルス作戦参加に向かった。
3月10日、哨戒から帰還した際にムドロス沖で座礁。AE2のいない間に港の航路灯が消されており、ストーカーがそれに備えていなかったことが原因であった。AE2は修理のためマルタへと曳航された 。4月、作戦に復帰。
ダーダネルス作戦の目的はドイツの同盟国であるオスマン帝国を戦争から排除し、黒海経由でのロシアへの補給路を確保することであった。3月18日に行われた海峡突破に試みは失敗に終わり、戦艦3隻が失われた。そして、陸上からの侵攻によるトルコ要塞奪取の計画が立案された。その一方で、潜水艦によるダーダネルス海峡突破が2度試みられたが、機雷や激しい海流のため潜水艦の喪失という結果に終わった。ストーカーも海峡突破の計画を作成し、艦隊司令官John de Robeck中将の承認を得た。
一度目の試みは4月24日になされたが、水平舵故障のため6海里進んだだけで引き返さざるを得なくなった。1915年4月25日2時30分、2度目の試みが開始された。AE2は4時30分ごろから砲撃をうけ、ストーカーは砲撃回避と一つ目の機雷原通過のため潜航を命じた。6時にはChanakに達し、敵駆逐艦を避けつつオスマン帝国砲艦Peyk I Sevketを雷撃した。AE2は敵要塞の真下で座礁したが、要塞の砲はAE2に向けることは不可能であり、40分以内でAE2は自由となった。その少し後、半島越しに連合国軍の上陸場所を砲撃していたオスマン帝国の戦艦が潜水艦の潜望鏡を発見し、戦艦は砲撃をやめて撤収した。AE2はマルマラ海へ向け進み、8時30分にストーカーは夜まで海底で待つことに決めた。
21時ごろ、AE2はバッテリー充電のため浮上し、艦隊へ成功報告を行った。敵の姿が見えないことからストーカーはマルマラ海への進入を命令。それから5日間、AE2は複数の潜水艦がいるように見せるためマルマラ海各所に現れ、またオスマン帝国の船に対して何度か攻撃を行ったがすべて失敗に終わった。
4月30日、AE2は制御不能状態で浮き上がり始め、オスマン帝国水雷艇Sultanhisarの至近に浮上した。水雷艇を避けようとしてAE2は安全潜航深度以下まで潜ってしまい、それを是正しようとする際に艦尾が水面から飛び出してしまった。Sultanhisarはすぐに砲撃を開始し、AE2の船体には穴が開いた。ストーカーは乗員に退艦を命じAE2を自沈させた。戦闘での死者は出なかったが、捕虜としてとらわれていた3年半の間に3人が死亡している。